# Верхня Красна Горка
Верхня Кра́сна Го́рка (рос. Верхняя Красная Горка, марій. Кӱшыл Йошкар Курык) — селище у складі Моркинського району Марій Ел, Росія. Входить до складу Красностєкловарського сільського поселення.

## Населення
Населення — 2 особи (2010; 5 у 2002).
Національний склад (станом на 2002 рік):
- росіяни — 60 %
- лучні марійці — 40 %